# Праведни Јосиф
Јосиф из Назарета (хебр. יוסף; грч. Ἰωσήφ) назван праведни Јосиф, био је Јевреј из Назарета из 1. века, ожењен Маријом, Исусовом мајком, и био је Исусов законски отац.
Јосиф се поштује као Свети Јосиф у Католичкој цркви, Православној цркви, Оријенталној православној цркви, англиканизму и лутеранизму. У католичким традицијама, Јосиф се сматра заштитником радника и повезује се са разним празницима. Месец март је посвећен Светом Јосифу. Папа Пије IX га је прогласио и заштитником и покровитељем Католичке цркве, поред његовог покровитељства над болеснима и светом смрћу, због веровања да је умро у присуству Исуса и Марије. Јосиф је постао заштитник разних епархија и места. Као заштитник девица, поштује се као „најчеднији“.
Неколико поштованих слика Светог Јосифа добило је декрет о канонском крунисању од стране понтифика. Религијска иконографија га често приказује са љиљанима или нардом. Са данашњим развојем мариологије, проширила се и теолошка област јосифологије, а од 1950-их формирани су центри за њено проучавање.
Српска православна црква слави га 31. децембра по јулијанском, а 13. јануара по грегоријанском календару.

## Свети Јосиф у православљу и римокатоличанству
Свети Јосиф је светац кога славе и православци и римокатолици. Православна црква га назива Праведни Јосиф, а римокатоличка Свети Јосип из Назарета или Свети Јосип Радник. Његов празник у Српској православној цркви празнује се 31. децембра по јулијанском календару, док га римокатолици славе два пута — 19. марта и 1. маја. 